# Patrik Machač
Patrik Machač (* 23. dubna 1994 Hýskov) je český lední hokejista hrající na pozici útočníka.

## Život
S ledním hokejem začínal v kladenském klubu a pokračoval zde v mládežnickém a juniorském věku. Roku 2011 se rozhodl klub opustit a zkusit své štěstí v zámoří, v severní Americe. Dvě sezóny (2011/2012 a 2012/2013) odehrál za kanadský klub Brampton Battalion hrajícího Ontario Hockey League (OHL). Poté se vrátil zpět do České republiky a další ročník hrál za kladenské juniory a objevil se i v mužském výběru. Navíc dvě utkání hostoval v berounském klubu. Rovněž během sezóny 2014/2015 hrál za kladenské juniory, ve čtyřech utkáních vypomáhal mužům a další čtyři zápasy nastupoval v barvách celku HC Řisuty. Od ročníku 2015/2016 patřil ke stálicím kladenského kolektivu, s nímž si na konci ročníku 2018/2019 v baráži vybojoval postup do Extraligy ledního hokeje, tedy nejvyšší soutěže v České republice. Tu si za Kladno sezónu zahrál, ale celek hned po roce sestoupil zpět do druhé nejvyšší soutěže. Po sestupu začal Machač další sezónu na hostování do VHK ROBE Vsetín. V průběhu sezóny se ale vrátil zpět na Kladno a pomohl mu navíc k návratu zpět do nejvyšší soutěže. Machač však po sezóně přestoupil do pražské Slavie.
V mládežnických věkových kategoriích patřil do reprezentačních kádrů České republiky.